# 4471 Graculus
4471 Graculus је астероид главног астероидног појаса чија средња удаљеност од Сунца износи 2,860 астрономских јединица (АЈ).
Апсолутна магнитуда астероида је 12,3.